# Over There: Live at The Venue, London
| Recensione              | Giudizio |
| ----------------------- | -------- |
| AllMusic                | [ 1 ]    |
| Robert Christgau        | B        |
| Dizionario del Pop-Rock | [ 3 ]    |
| 24.000 dischi           | [ 4 ]    |

Over There: Live at The Venue, London è un mini album Live del gruppo musicale rock statunitense The Blasters, pubblicato dall'etichetta  discografica Slash Records nell'ottobre del 1982.

## Tracce

### LP
Lato A
1. High School Confidential – 2:09 (Jerry Lee Lewis, Ron Hargrave)
2. Rock Boppin' Baby – 2:07 (Edwin Bruce)
3. Keep a Knockin' – 2:05 (Richard Penniman)

Lato B
1. I Don't Want To – 1:53 (Dave Alvin)
2. Go, Go, Go – 2:14 (Roy Orbison)
3. Roll 'Em Pete – 4:34 (Pete Johnson, Kermit Holdin)

## Formazione
- Phil Alvin - voce, chitarra
- Dave Alvin - chitarra solista
- Gene Taylor - pianoforte
- John Bazz - basso
- Bill Bateman - batteria

Altri musicisti
- Lee Allen - sassofono tenore
- Steve Berlin - sassofono baritono

Note aggiuntive
- The Blasters - produttore
- Art Fein - produttore associato
- Registrazioni effettuate dal vivo il 22 maggio 1982 al The Venue, Londra (Inghilterra), con la Island Mobile Unit
- Pat Burnette e Nigel Miles - ingegneri delle registrazioni
- Rob Taylor - assistente ingegneri delle registrazioni
- Mixaggio effettuato al Quad Teck di Los Angeles, California, luglio 1982
- Steve Bartel - art direction copertina album originale
- James Goble - foto copertina frontale e retrocopertina album originale
- Gary Leonard - foto copertina postcard e Bill Bateman
- Joel Aparicio - altre foto
- Rick Monzon - colore postcard in copertina album originale[5]

## Classifica
Album
| Anno | Classifica    | Posizione raggiunta |
| ---- | ------------- | ------------------- |
| 1982 | Billboard 200 | 117                 |